# Distrito de Kunszentmiklós
Kunszentmiklós (en húngaro: Kunszentmiklósi járás) es un distrito en la parte noroeste del condado de Bács-Kiskun. Kunszentmiklós es también el nombre de la ciudad donde se encuentra la capital del distrito. El distrito se encuentra en la Región Estadística de la Gran Llanura del Sur.

## Geografía
El distrito de Kunszentmiklós limita con el distrito de Ráckeve (condado de Pest) al norte, el distrito de Dabas (condado de Pest) al noreste, el distrito de Kecskemét al este, el distrito de Kiskőrös y el distrito de Kalocsa al sur, el distrito de Paks (condado de Tolna) y el distrito de Dunaújváros (condado de Fejér) al oeste. El número de municipios del distrito de Kunszentmiklós es 9.

## Municipios
El distrito tiene 3 ciudades y 6 pueblos. (población a 1 de enero de 2012) 
- Apostag (1,948)
- Dunaegyháza (1,504)
- Dunavecse (3,937)
- Kunadacs (1,566)
- Kunpeszér (649)
- Kunszentmiklós (8,515) – capital
- Szabadszállás (5,896)
- Szalkszentmárton (2,827)
- Tass (2,906)

Los municipios en negrita son ciudades.

## Galería

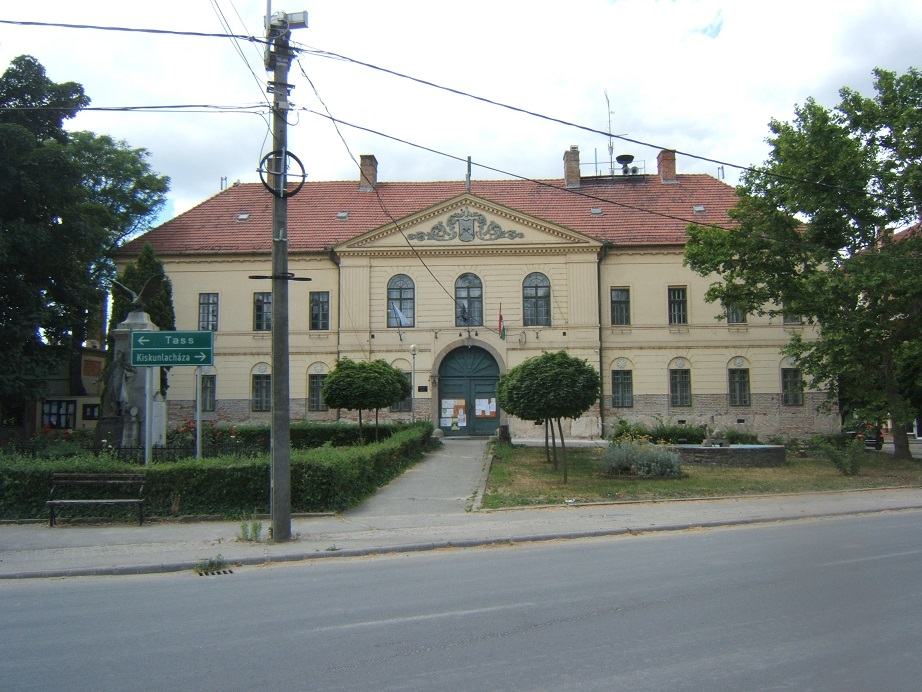
Ayuntamiento de Kunszentmiklós
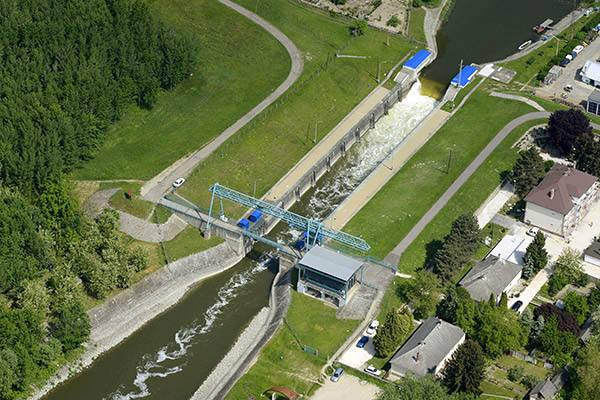
Esclusa cerca de Tass
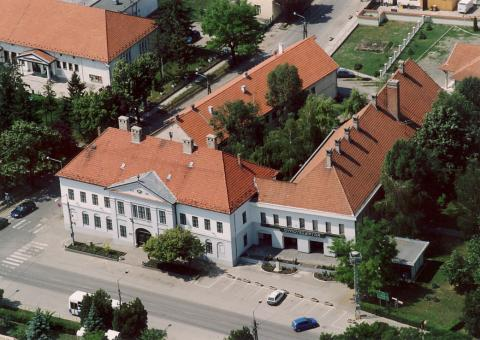
Vista aérea de Szabadszállás
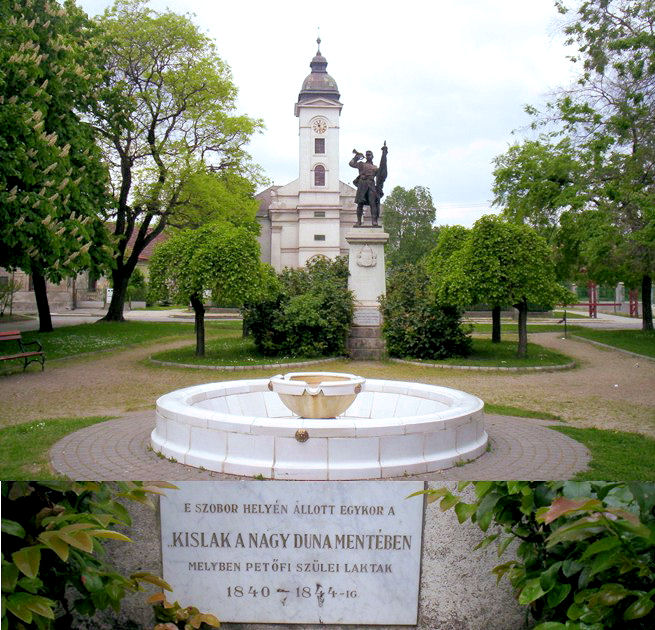
Memorial de la Primera Guerra Mundial e Iglesia Reformada en Dunavecse